# Ilse Geisler
Ilse Geisler (10 de enero de 1941) es una deportista de la RDA que compitió en luge en la modalidad individual.
Participó en los Juegos Olímpicos de Innsbruck 1964, obteniendo una medalla de plata en la prueba individual. Ganó tres medallas en el Campeonato Mundial de Luge entre los años 1962 y 1965.

## Palmarés internacional
| Representando al Equipo Alemán Unificado |                     |                   |            |
| Juegos Olímpicos                         |                     |                   |            |
| Año                                      | Lugar               | Medalla           | Prueba     |
| 1964                                     | Innsbruck (Austria) | Medalla de plata  | Individual |
| Representando a la RDA                   |                     |                   |            |
| Campeonato Mundial                       |                     |                   |            |
| Año                                      | Lugar               | Medalla           | Prueba     |
| 1962                                     | Krynica (Polonia)   | Medalla de oro    | Individual |
| 1963                                     | Imst (Austria)      | Medalla de oro    | Individual |
| 1965                                     | Davos (Suiza)       | Medalla de bronce | Individual |